# 平野重吉
平野 重吉（ひらの しげよし、生年不明 - 元弘3年/正慶2年（1333年））は、鎌倉時代末期の武士・悪党。上赤坂城城将。通称は将監入道。『太平記』では平野将監と表記される。『江戸譜 平野氏系図』によると名は重吉とされ、父は平野重紀、母は八尾別当の娘とされる。

## 来歴
持明院統に仕える西園寺公宗の家人であるが、同時に大覚寺統に縁のある僧とも繋がりがある。元徳2年（1330年）9月、この僧の仲介で、悪党の東大寺領長洲荘狼藉中止の要請を受けた際に、多額の金銭を要求し、断られると自らも大和や河内、摂津の約40人の悪党による狼藉へ加わった。（『東大寺宝珠院文書』）
時期は不明であるが、元弘の乱で、倒幕を目指す後醍醐天皇に呼応し、元弘2年/正慶元年（1332年）11月、二度目の挙兵をした楠木正成の支配下に入っており、千早城の戦いでは上赤坂城の城将（副将は楠木正季）として鎌倉幕府の軍勢と戦った（上赤坂城の戦い）。
『太平記』巻六「赤坂合戦事付人見本間抜懸事」によると、幕府方に城の水源を絶たれ、翌元弘3年/正慶2年（1333年）閏2月、幕府方大将北条治時に助命や本領安堵を約され降伏するも、破棄され軍奉行長崎高貞から六波羅探題へ引き渡され、京都の六条河原で処刑された。